# Exchange kg.m4
《Exchange kg.m4》는 대한민국의 가수 김건모가 프로듀서 김창환과 결별하고 1996년 도레미레코드에서 발표한 네 번째 음반이다. 수록곡 중 〈스피드〉가 크게 히트했고 〈미련〉, 〈빨간우산〉 등도 인기를 얻었다. 150만 장의 판매고를 올린 이 음반은 골든디스크상 3회 연속 대상을 김건모에게 안겨주며 그의 홀로서기를 도왔다.

## 배경
김건모는 라인음향 소속으로 프로듀서 김창환의 기획 하에 음반들을 발표해왔다. 그러나 전작인 《Kim Gun Mo 3》에서 〈잘못된 만남〉을 히트시킨 이후 자신의 음악을 하기 위해 김창환과 결별했다.
총 11곡을 수록한 4집은 무명 시절부터 알고 지낸 히트 작곡가 최준영에게 디렉터를 맡기고 그의 노래 5곡을 수록했다. 6곡을 작곡했던 김건모도 댄스 가수의 이미지를 탈피하기 위해 재즈, 펑크 등 여러 음악 스타일을 시도하며 변화를 꾀했다.
이 음반에서 김건모는 프로듀싱뿐만 아니라 작편곡과 악기 연주에도 참여함으로서 뛰어난 음악성을 보여주었고, 타이틀곡인 〈스피드〉뿐만 아니라 〈미련〉, 〈빨간우산〉, 〈악몽〉 등의 후속곡들도 많은 사랑을 받았고 MBC에서 방영된 《테마게임》의 OST로 쓰인 〈테마게임〉, 《K팝스타 6》에서 박현진이 부른 〈헤어지던 날〉도 훗날 유명해졌다.

## 〈스피드〉
김건모의 1, 2, 3집은 김창환의 프로듀싱으로 크게 히트했다. 이에 그의 영향력을 벗어나 독자적으로 발표한 음반에 대한 가요계와 팬들의 우려가 상당했다. 그러나 7번 트랙인 댄스곡 〈스피드〉가 큰 인기를 얻으면서 이러한 걱정을 불식시켰다.
이 곡은 1996년 6월 차트에 등장해 KBS 2TV 《가요톱10》 4주 1위, MBC TV 《인기가요 BEST50》 3주 1위, SBS TV 《생방송 TV가요20》 2주 1위, KMTV 《쇼뮤직탱크》 5주 1위를 차지하며 크게 히트했다. 당시 김건모가 선보인 코믹한 안무는 과거 코미디언 남철, 남성남 콤비의 "왔다리 갔다리춤"에서 힌트를 얻은 것이었다. 또한 1997년에는 김건모가 주연한 정인엽 감독의 영화 《김건모의 스피드》가 개봉해 관심을 끌었다.

## 판매량
김건모의 4집은 150만 장의 판매고를 올리며 골든디스크상 3회 연속 대상, KBS 가요대상 3회 연속 대상, 서울가요대상 본상을 수상하며 홀로서기에 성공했다. 하지만 3집 판매량 286만 장에 비하면 다소 아쉬운 결과이기도 했다.

## 수록곡
| #   | 제목                         | 작사   | 작곡           | 편곡           | 재생 시간 |
| --- | ---------------------------- | ------ | -------------- | -------------- | --------- |
| 1.  | 〈피아노 선생님 (Prologue)〉 |        | 김건모         | 김건모         | 1:25      |
| 2.  | 〈빨간우산〉                 | 최준영 | 최준영         | 최준영         | 4:08      |
| 3.  | 〈테마게임〉                 | 정세희 | 김건모         | 김건모         | 4:17      |
| 4.  | 〈헤어지던 날〉              | 최준영 | 최준영         | 김건모         | 4:52      |
| 5.  | 〈악몽〉                     | 최준영 | 최준영, 정재윤 | 정재윤         | 3:43      |
| 6.  | 〈흰눈이 오면〉              | 정세희 | 김건모         | 김형석         | 4:58      |
| 7.  | 〈스피드〉                   | 이건우 | 최준영         | 최준영         | 3:53      |
| 8.  | 〈미련〉                     | 최준영 | 김건모         | 김건모         | 4:43      |
| 9.  | 〈세상풍경〉                 | 최준영 | 김건모, 최준영 | 김건모, 최준영 | 3:37      |
| 10. | 〈My Life〉                  | 신주영 | 김건모         | 김건모         | 5:47      |
| 11. | 〈방학 (Epilogue)〉          |        | 김건모         | 김건모         | 1:41      |